# Epsilon Octantis
Epsilon Octantis (70 Octantis) é uma estrela na direção da constelação de Octans. Possui uma ascensão reta de 22h 20m 01.48s e uma declinação de −80° 26′ 22.7″. Sua magnitude aparente é igual a 5.09. Considerando sua distância de 268 anos-luz em relação à Terra, sua magnitude absoluta é igual a 0.51. Pertence à classe espectral M6III.